# Pyropteron (Synansphecia) borreyi
Pyropteron (Synansphecia) borreyi is een vlinder uit de familie wespvlinders (Sesiidae), onderfamilie Sesiinae.
Pyropteron (Synansphecia) borreyi is voor het eerst wetenschappelijk beschreven door Le Cerf in 1922. De soort komt voor in het Palearctisch gebied.